# Newton-Raphson-Division
Das Newton–Raphson-Divisions-Verfahren benutzt das Newton-Verfahren, um den Kehrwert eines Nenners {\displaystyle N\in \mathbb {N} } zu finden und diesen mit einem Zähler {\displaystyle Z\in \mathbb {Z} } zu multiplizieren für das Ergebnis des Quotienten {\displaystyle Q:=Z/N}.
Wegen der besonderen Bedeutung für die Computertechnik wird das Verfahren im Folgenden für das Dualsystem vorgestellt. Es lässt sich aber auch bei jeder anderen Basis anwenden.

## Schritte
Die Schritte des Newton–Raphson-Divisionsverfahrens sind:
1. Finden einer ersten Näherung {\displaystyle X_{0}} für den Kehrwert {\displaystyle 1/N} des Nenners {\displaystyle N}.
2. Berechnen immer besserer Näherungen {\displaystyle X_{1},X_{2},\ldots ,X_{S}} des Kehrwerts. Hier wird vom Newton-Verfahren Gebrauch gemacht.
3. Berechnen des Quotienten durch Multiplikation des Zählers mit dem Kehrwert des Nenners: {\displaystyle Q=ZX_{S}}.

## Newton-Verfahren
Die Anwendung des Newton-Verfahrens benötigt eine Funktion {\displaystyle f(X)}, die eine Nullstelle bei {\displaystyle X=1/N} hat. Die naheliegende Funktion {\displaystyle f(X)=NX-1} hat triviale für das Newton-Verfahren untaugliche Ableitungen. Eine brauchbare Funktion ist {\displaystyle f(X)=1/X-N} mit {\displaystyle f'(X)=-1/X^{2}}. Wegen {\displaystyle f'(X)<0} schneidet der Graph der Funktion die {\displaystyle X}-Achse transversal, d. h. nicht-berührend. Für die Newton–Iteration ist
{\displaystyle X_{i+1}=X_{i}-{f(X_{i}) \over f'(X_{i})}=X_{i}-{1/X_{i}-N \over -1/X_{i}^{2}}=X_{i}+X_{i}(1-NX_{i})=X_{i}(2-NX_{i})},
was ausgehend von {\displaystyle X_{i}} ausschließlich über Multiplikation und Subtraktion (oder zwei fused multiply-add-Operationen) berechnet werden kann.

## Konvergenzgeschwindigkeit
Wenn der Fehler als {\displaystyle \epsilon _{i}=NX_{i}-1} definiert ist, dann ist:
{\displaystyle {\begin{aligned}\epsilon _{i+1}&=NX_{i+1}-1\\&=N(X_{i}(2-NX_{i}))-1\\&=2NX_{i}-N^{2}X_{i}^{2}-1\\&=-(N^{2}X_{i}^{2}-2NX_{i}+1)\\&=-(NX_{i}-1)^{2}\\&=-{\epsilon _{i}}^{2}.\\\end{aligned}}}
Diese Quadrierung des Fehlers bei jedem Schritt – die sog. quadratische Konvergenz des Newton-Verfahrens – sorgt dafür, dass die Anzahl der korrekten Ziffern sich bei jeder Iteration in etwa verdoppelt; eine Eigenschaft die beim Rechnen mit Langzahlen besonders wertvoll ist.
Da für diese Methode die Konvergenzgeschwindigkeit exakt quadratisch ist, folgt, dass
{\displaystyle S=\left\lceil \log _{2}{\frac {P+1}{\log _{2}17}}\right\rceil \,}
Schritte für eine Genauigkeit von {\displaystyle P} Binärstellen ausreichen. Das sind 3 für single und 4 für sowohl double wie extended precision IEEE 754 Formate.

## Finden einer ersten Näherung
Durch Bitverschiebungen kann der Nenner {\displaystyle N} ins Intervall {\displaystyle 0{,}5\leq N<1} gebracht werden. Dieselbe Anzahl Shifts sollte der Zähler {\displaystyle Z} erfahren, so dass der Quotient ungeändert bleibt. Danach kann man eine lineare Approximation der Form
{\displaystyle {\frac {1}{N}}:\approx X_{0}:=T_{1}+T_{2}N}   mit   {\displaystyle T_{1}:={\frac {48}{17}}}   und   {\displaystyle T_{2}:=-{\frac {32}{17}}}
anwenden, um das Verfahren zu initialisieren.
Die Koeffizienten {\displaystyle T_{1}} und {\displaystyle T_{2}} dieser linearen (Polynomgrad 1) Approximation ergeben sich folgendermaßen. Der relative Fehler ist {\displaystyle |(T_{1}+T_{2}N-1/N)/(1/N)|=|N(T_{1}+T_{2}N)-1|}. Der Minimalwert des maximalen solchen Fehlers im Intervall {\displaystyle [0{,}5\,;\,1[} wird gegeben durch den Alternantensatz von Tschebyscheff angewendet auf die Funktion {\displaystyle F(N)=N(T_{1}+T_{2}N)-1}. Das lokale Extremum von {\displaystyle F(N)} findet statt, wenn {\displaystyle F'(N)=0} ist, was die Lösung {\displaystyle N=-T_{1}/(2T_{2})} hat. Nach dem genannten Alternantensatz muss diese Funktion am Extremum (im Inneren) das umgekehrte Vorzeichen als an den Rändern des Intervalls haben, also {\displaystyle F(1/2)=F(1)=-F(-T_{1}/(2T_{2}))}. Für die zwei Unbekannten in den zwei Gleichungen ergibt sich die Lösung {\displaystyle T_{1}=48/17} und {\displaystyle T_{2}=-32/17}, und der maximale relative Fehler ist {\displaystyle F(1)=1/17}. Nach dieser Approximation ist der relative Fehler des Anfangswertes
{\displaystyle \vert \epsilon _{0}\vert \leq {1 \over 17}\approx 0{,}059.}

## Pseudocode
Das Folgende berechnet den Quotienten von {\displaystyle Z} und {\displaystyle N} mit einer Genauigkeit von {\displaystyle P} Binärstellen:
```
Drücke N aus als M × 2
e
 mit 1 ≤ M < 2 (Standard-Gleitkomma-Darstellung)
N' := N / 2
e+1
             
// Bitverschiebungen resp. Verkleinerung des Exponenten

Z' := Z / 2
e+1

X := 48/17 − 32/17 × N'   
// erste Näherung mit der gleichen Genauigkeit wie N

repeat
 

  

    

      

        

          
⌈

          

            

              
log

              

                
2

              

            

            
⁡

            

              

                

                  
P

                  
+

                  
1

                

                

                  

                    
log

                    

                      
2

                    

                  

                  
⁡

                  
17

                

              

            

          

          
⌉

        

        

      

    

    
{\displaystyle \left\lceil \log _{2}{\frac {P+1}{\log _{2}17}}\right\rceil \,}

  

 
times
   
// kann für fixes P vorausberechnet werden

    X := X + X × (1 - N' × X)

end

return
 Z' × X
```

Diese Methode benötigt bspw. für eine double-precision Gleitkomma-Division 10 Multiplikationen, 9 Additionen und 2 Shifts.

## Ähnliche Verfahren
- Goldschmidt-Division
- SRT-Division